# Карловарський край
Карловарський край (чеськ. Karlovarský kraj) — адміністративна одиниця (край), одна із 14 вищих (1-го рівня) одиниць органів місцевого самоврядування Чехії. Повністю лежить в історичній області Богемія, в її західній частині. Адміністративний центр краю — місто Карлові Вари.

## Географія

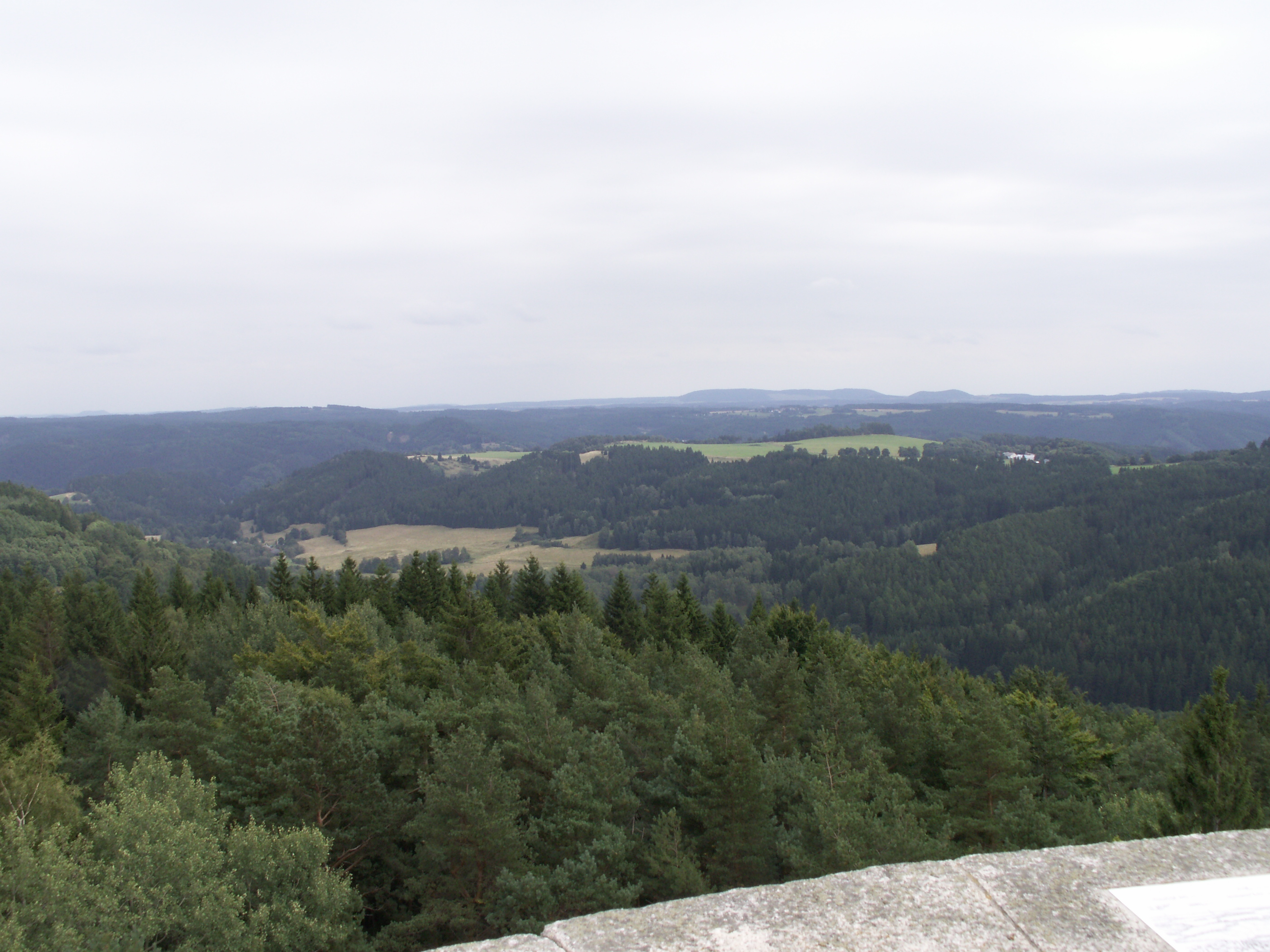
Вид з вежі Красенский Хілл, округ Соколов

Край розташований в історичній області Богемія, на крайньому заході Чехії. На північному сході межує із Устецьким, на південному сході — із Пльзенським краєм, (краї Чехії); на південному заході межує із землею Баварія, на північному заході — із землею Саксонія (Німеччина).
Рельєф північно-західної частини краю переважно гористий. Тут, на кордоні із Німеччиною розкинулися Рудні гори з найвищою вершиною, горою Клиновець (1244 м), який лежить на кордоні з Устецьким краєм. В горах наявні родовища руд вольфраму, олова, бісмуту, цинку, урану; присутні термальні води і мінеральні джерела. Найнижча точка (320 м) розташована в окрузі Карлові Вари.
43% земель краю покрито лісами. Ґрунти та кліматичні умови мало сприятливі для ведення сільського господарства, тому на долю сільськогосподарських угідь припадає лише 17% території, що менше середнього показника по країні.
Клімат Карловарського краю характеризується помірно теплими зонами більшості території й холодними зонами на гребенях Рудних гір.
Територією, із заходу на схід, тече найбільша річка краю Огрже — ліва притока Ельби — належить до басейну Північного моря.

## Населення
У краї проживає 310 245 мешканців за станом на 26 березня 2011 року (близько 3% населення Чехії). Середня щільність населення краю нижче середньої по країні (Чехія — 130 осіб на км²) і становить — 93,62 особи на км². Найвища щільність у місті Соколов (1056), найнижча — в окрузі Карлові Вари (81). За цими показниками край займає 14-е, останнє місце за кількістю населення і 11-те — за щільністю населення серед всіх 13-ти країв республіки та столиці.
| Роки            | 1961    | 1970    | 1980    | 1991    | 2001    | 2011    |
| --------------- | ------- | ------- | ------- | ------- | ------- | ------- |
| Населення, осіб | 278 879 | 298 110 | 311 995 | 301 985 | 304 343 | 310 245 |

## Адміністративний поділ

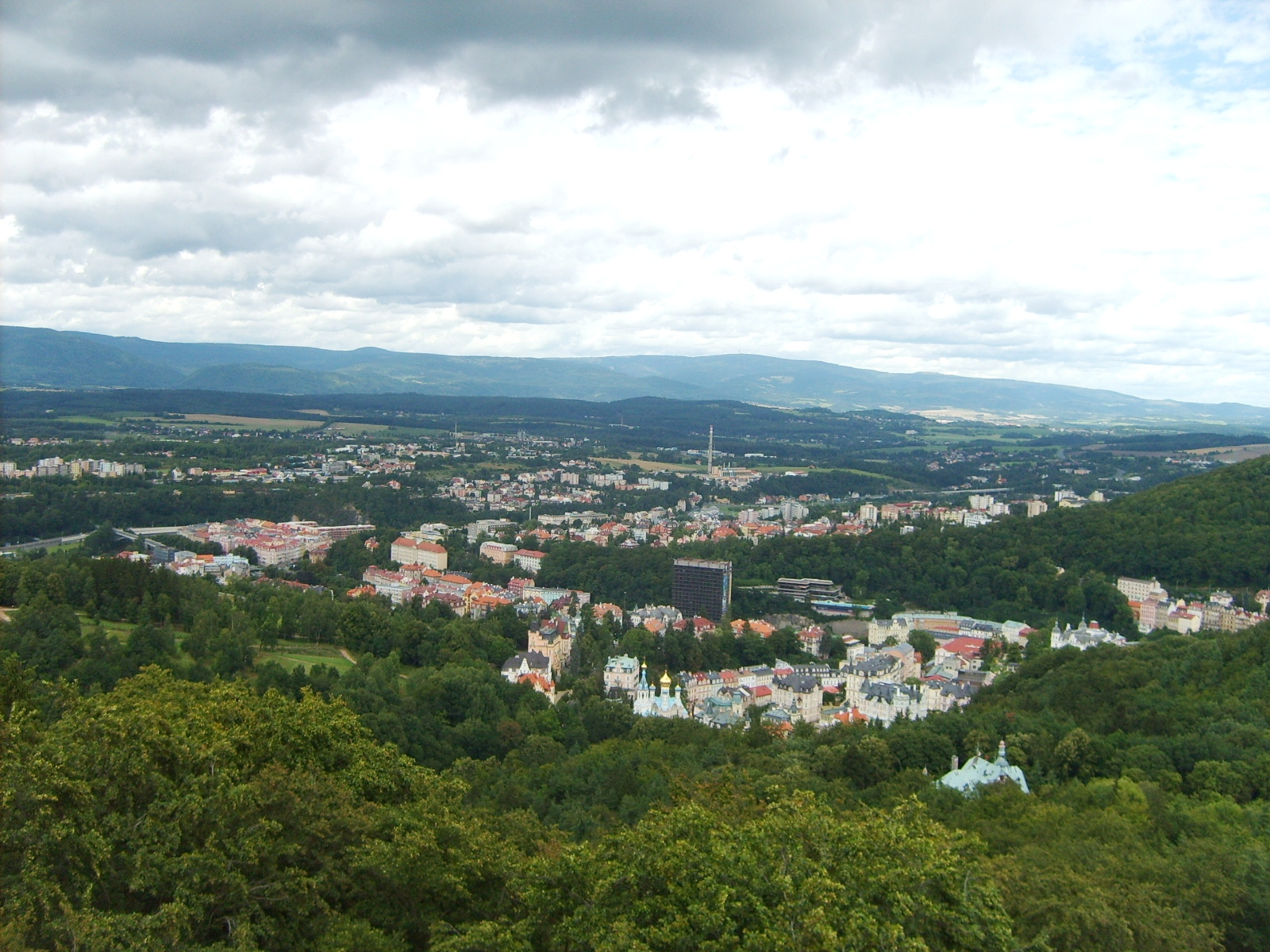
Вид із вежі Діана в Рудних горах.

Край один із найменших у республіці. Його площа становить 3 314 км², що становить 4,25% від усієї території Чехії, і займає 12-те місце серед країв країни, йому поступаються тільки Ліберецький край і столиця Прага.
Карловарський край ділиться на 3-и округи в яких, у свою чергу, налічується 166 населених пунктів у тому числі: 34 міста, 1 містечко та 131 село, 7 муніципальних утворень з розширеними повноваженнями.
| Округи Карловарського краю (2011) | Округи Карловарського краю (2011) | Округи Карловарського краю (2011) | Округи Карловарського краю (2011) | Округи Карловарського краю (2011) |
| Округ                             | Населення, осіб                   | Площа, км²                        | Густота, осіб/км²                 | Населенні пункти, (міст / сіл)    |
| --------------------------------- | --------------------------------- | --------------------------------- | --------------------------------- | --------------------------------- |
| Карлові Вари                      | 122 249                           | 1 514,95                          | 80,70                             | 12 / 53                           |
| Соколов                           | 92 088                            | 753,60                            | 122,20                            | 12+1 / 38                         |
| Хеб                               | 95 908                            | 1 045,94                          | 91,70                             | 10 / 40                           |

## Найбільші міста

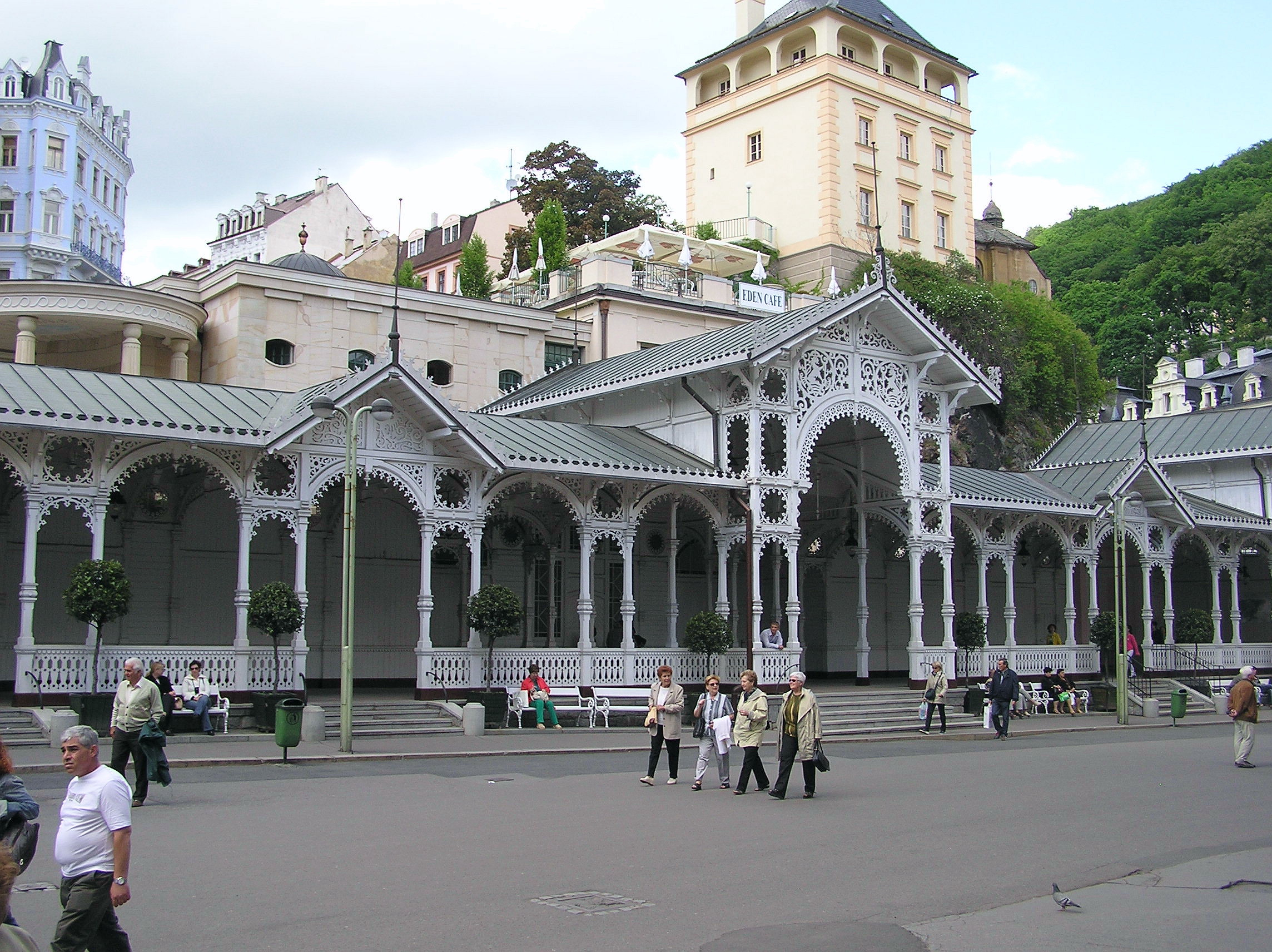
Місто Карлові Вари

У Карловарському краї нараховується 34 міста і 1 містечко. Найбільші із них приведені в таблиці. Дані по чисельності населення міст вказані станом на 26 березня 2011) року.
| Місто            | Населення |  | Місто               | Населення |
| Карлові Вари     | 53 737    |  | Красліце            | 6 927     |
| Хеб              | 33 446    |  | Франтішкові Лазні   | 6 463     |
| Соколов          | 24 177    |  | Горний Славков      | 5 684     |
| Остров           | 17 373    |  | Габартов            | 5 169     |
| Маріанські Лазні | 15 105    |  | Киншперк-над-Огржем | 5 096     |
| Ходов            | 14 257    |  | Нова Роле           | 4 086     |
| Аш               | 13 093    |  | Тоужим              | 3 833     |
| Нейдек           | 8 387     |  | Яхимов              | 3 389     |

## Економіка і транспорт

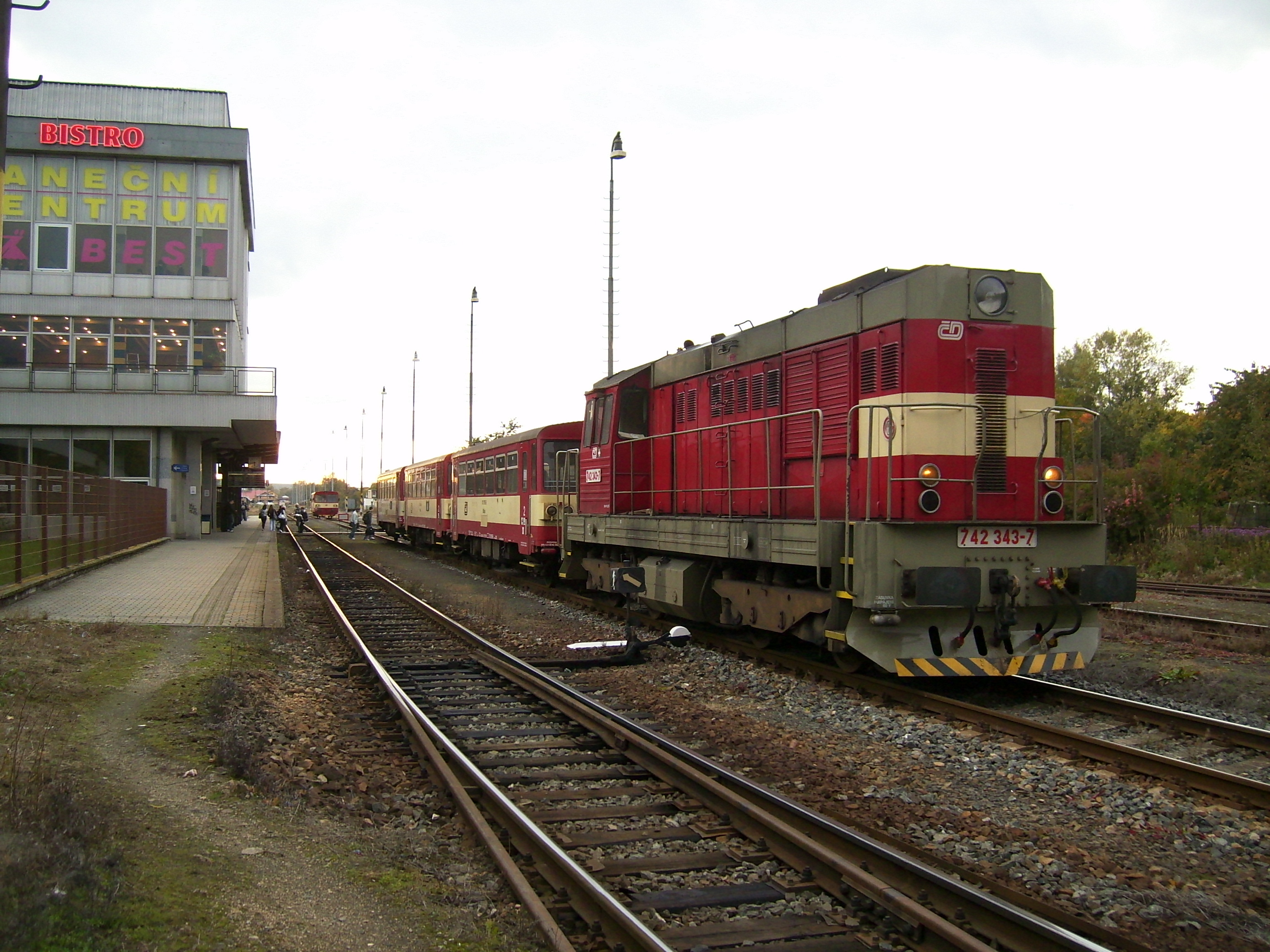
Залізничний вокзал у Карлових Варах

В округах Карлові Вари і Хеб розвинений туризм, що пов'язується з наявністю в даній місцевості відомих курортів Карлові Вари, Маріанські Лазні, Франтішкові Лазні. В окрузі Соколов розвинуті такі промислові галузі як — енергетика, видобуток вугілля, хімічна промисловість, машинобудування. Також в краї є підприємства скляної промисловості, текстильне виробництво, виробництво порцеляни, підприємства з виготовлення музичних інструментів.
У Карловарському краї знаходяться три аеропорти: у Карлових Варах, Хебі і Маріанських Лазнях. У Карлових Варах аеропорт має міжнародний статус і здійснює регулярні рейси до Москви, Санкт-Петербурга, Тель-Авіва, Туреччини.
В регіоні досить розвинена мережа залізничного транспорту. Основу залізничної мережі регіону представляє лінія з подвійною колією Хомутов — Хеб. Цей маршрут розбитий на окремі регіональні маршрути. Залізничні лінії Ширндінг — Хеб — Маріанські Лазні — Пльзень є частиною III європейського залізничного коридору
У той же час, автотранспортна інфраструктура краю не повною мірою відповідає кількості автомобільного транспорту і тенденції збільшення інтенсивності дорожнього руху.
В краї досить поширене вирощування картоплі, ріпаку та зернових культур — пшениці і ячменю, в меншій мірі, льону і кукурудзи. Тваринництво представлене розведенням молочної худоби, птиці та свиней. Із ґрунтів переважають коричневі ґрунти рівнин і невеликих пагорбів, і бурі лісові ґрунти в гірському регіоні краю.